# Classe Nilgiri
A classe Nilgiri, classificadas como fragatas do Projeto-17 Alpha (P-17A), é uma série de fragatas de mísseis guiados que se encontra em construção pelos estaleiros Mazagon Dock Shipbuilders (MDL) e Garden Reach Shipbuilders & Engineers (GRSE) para a Marinha da Índia (INS).
Os navios foram projetados pelo Warship Design Bureau, a classe foi desenvolvida para servir como um complemento às fragatas da classe Shivalik (P-17) atualmente em serviço com portfólios de design aprimorados, como baixa seção transversal de radar (RCS) e assinatura infravermelha reduzida.
Atualmente sete navios estão em construção, divididos os estaleiros MDL e a GRSE. Em 2024, todas as sete fragatas foram lançadas e deverão entrar em serviço com o IN entre 2024 e 2027. 
Ao entrar em serviço, a classe Nilgiri será complementada por uma série de oito fragatas adicionais, denominada Projeto-17 Bravo (P-17B), prevista para a década de 2030.

## Nome
As fragatas P-17A foram nomeadas em homenagem às antigas Nilgiri, que serviram na marinha Indiana entre 1972 e 2013. os primeiros seis navios da série receberam os nomes utilizados pela classe mais antiga Nilgiri, Udaygiri, Taragiri, Vindhyagiri, Himgiri e Dunagiri . O sétimo e último navio da série P-17A, que não tinha um homônimo da classe anterior, recebeu o novo nome de Mahendragiri.

## Projeto

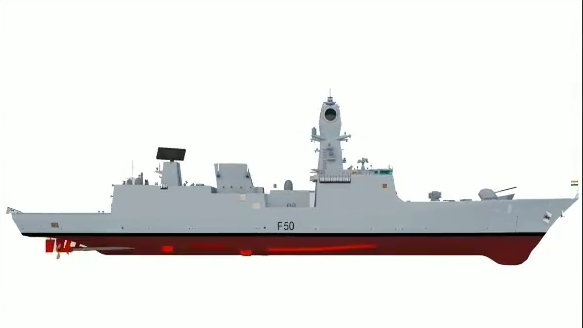
Uma representação animada da fragata classe Nilgiri, mostrando seu estibordo.

As fragatas foram projetadas pelo Warship Design Bureau, um estabelecimento interno da Marinha Indiana responsável por desenvolver projetos de navios de guerra; a organização contríbuiu para o projeto de outras embarcações de guerra indianas, incluindo o primeiro porta aviões projetado na índia, INS Vikrant  –  os INS Arihant – os primeiros submarinos de mísseis balísticos movidos a energia nuclear  da Índia. O projeto foi finalizado em 2013. Em abril de 2018,  foi revelado ao público, quando a Mazagon Dock Shipbuilders (MDL) exibiu um modelo em escala da fragata na exposição militar DefExpo 2018, realizada em Chennai, Índia.

## Navios da classe
| Nome            | Nº do casco     | Construtor                                   | Batimento de quilha    | Lançado                | Comissionado     | Status          |
| Marinha Indiana | Marinha Indiana | Marinha Indiana                              | Marinha Indiana        | Marinha Indiana        | Marinha Indiana  | Marinha Indiana |
| --------------- | --------------- | -------------------------------------------- | ---------------------- | ---------------------- | ---------------- | --------------- |
| Nilgiri         | 12651           | Mazagon Dock Shipbuilders Limited (MDL)      | 28 de dezembro de 2017 | 28 September 2019      | dezembro de 2024 | em testes       |
| Udaygiri        | 12652           | Mazagon Dock Shipbuilders Limited (MDL)      | 7 de maio de 2019      | 17 May 2022            | março 2025       | Lançada         |
| Taragiri        | 12653           | Mazagon Dock Shipbuilders Limited (MDL)      | 10 de setembro de 2020 | 11 de setembro de 2022 | 2026             | Lançada         |
| Mahendragiri    | 12654           | Mazagon Dock Shipbuilders Limited (MDL)      | 28 de junho de 2022    | 01 de setembro de 2023 | 2027             | Lançada         |
| Himgiri         | 3022            | Garden Reach Shipbuilders & Engineers (GRSE) | 10 de novembro de 2018 | 14 de dezembro de 2020 | agosto de 2025   | Lançada         |
| 'Dunagiri'      | 3023            | Garden Reach Shipbuilders & Engineers (GRSE) | 24 de janeiro de 2020  | 15 de julho de 2022    | 2026             | Lançada         |
| Vindhyagiri     | 3024            | Garden Reach Shipbuilders & Engineers (GRSE) | 5 de março de 2021     | 17 de agosto de 2023   | 2026             | Lançada         |

## Exportar
Em agosto de 2024, a Mazagon Dock Shipbuilders ofereceu à Marinha do Brasil, uma versão modificada de sua fragata da classe Nilgiri (P-17A ou Project-17 Alpha). Esta oferta surge no momento em que o Brasil está expandindo suas capacidades navais com o programa de fragatas da classe Tamandaré.